# Didzis Gavars
Didzis Gavars (Jūrmala, 18 de novembre de 1966) és un polític letó, membre del partit Partit Verd de Letònia, i que fou Ministre de Salut de Letònia l'any 2010.
Gavars es va graduar el 1992 en la Universitat Stradiņš de Riga. Va participar l'any 2001 a les eleccions municipals de Jūrmala amb la llista del Partit Verd de Letònia. Va ser proposat per ocupar el càrrec de Ministre de Salut de Letònia pel primer ministre Valdis Dombrovskis.